# Іван Оброцький
Іван Оброцький  (також Ян Оброцький, пол. Jan Obrocki; бл. 1730 — бл. 1800) — львівський скульптор, представник кола митців Іоана Георгія Пінзеля (міг бути його учнем). Творив у дереві, камені й у техніці «стукко». Стилістично роботи відносяться до рококо з рисами раннього класицизму.

## Біографія
Правдоподібно, син Юзефа (Йосифа) Оброцького, який в 1762—1767 роках державив три парцелі (земельні ділянки) на терені юридики Всіх святих у Львові. У 1768—1790 роках сам державив ці три парцелі. Його молодший брат Микола був столярем.
Відомо про позов до суду у Львові від 1757 року, що стосувався несплати цехових податків. Оброцький виступав відповідачем разом з цілою групою скульпторів: Антоном Осинським, Матвієм Полейовським, Антоном Штилем, Семеном Старевським. Правдоподібно, розпочав навчання в майстерні Себастьяна Фесінгера. 1762 року фігурує як один з працівників майстерні Антона Осинського.  Протягом 1768—1784 років проживав на юридиці бенедиктинок на Краківському передмісті Львова. 
Від 29 травня 1769 до кінця 1780 року згаданий в книгах запису руху коштів латинської катедри Львова. 11 лютого 1775 року уклав угоду на виготовлення для латинської катедри Львова: шести вівтарів у бокових каплицях і штукаторської декорації каплиці Яблоновських (Христа Розп'ятого) (за 1000 зл. п.) та «мавзолею», себто пам'ятної таблиці з епітафією попередникам архиєпископа Сераковського (за 40 зл. п.). 4 лютого 1776 уклав контракт на виготовлення чотирьох великих статуй святих Петра, Якова (або Єроніма), також Атанасія і Миколая для вівтарів Святої Трійці та Преображення Господнього при головних стінах бічних нав. Після того, як Матвій Полейовський у 1777 році перестав працювати для латинської катедри, Оброцький виконав ще й інші статуї.
4 січня 1777 року канонік Петро (Білянський) як представник Львівської митрополичої капітули подав позов щодо невиконання умов угоди на виготовлення двох бічних вівтарів і та проповідальниці для собору святого Юра, укладеної 7 січня 1772 року Іваном Оброцьким, Іваном Щуровським, Семеном Старевським і Лазарем Паславським, після чого вони отримали 1000 злотих польських завдатку. Відповідачі не могли повернути отриману суму, тому війтівський суд вирішив, що сплата боргу буде забезпечена нерухомістю Оброцького та Стажевського, зокрема, двориком Оброцьких. Справа розглядалась до 1784 року, хоча, згідно з рахунками катедри з травня 1779 року, роботи мали бути тоді виконані.
Близько 1762 року одружився з Маріанною Рогачевською. Мав кілька дітей, зокрема, сина Якуба і доньку Магдалену (хресний батько Магдалени — Себастьян Фесінґер).

### Роботи
На його творчість значний вплив мали твори Пінзеля й Осинського. Горнунг, з одного боку, вважав його разом з Іваном Полейовським найкращими представниками молодшої генерації представників львівської школи, з іншого вказував, що джерельної інформації про творчість І. Полейовського дуже мало, тому багато тверджень — це гіпотези.
- Істотна частина різьблених елементів для головного вівтаря латинської катедри у Львові, за що отримав від 1769 до 1 січня 1771 1072 злотих польських[8].
- У складі колективу скульпторів взяв участь в оздобленні домініканського костелу у Львові (1760-ті)[9].
- Стуккове оздоблення каплиці Христа Розп'ятого (Яблоновських) Латинської катедри у Львові (1775—1776,[10] схожі на стукко в каплиці Вишневецьких[11]).
- Штукаторські роботи в парафіяльному костелі в Дуклі, епітафія і надгробок Марії Амалії Мнішек однієї з каплиць костелу. Чотири дерев'яні фігури «Любов», «Віра», «Надія», «Покута» у великому вівтарі (1775—1780)[12].
- Статуї великого вівтаря костелу в Кукільниках (1782)[12].
- Стуккові каміни палацу Любомирських на площі Ринок, 10 у Львові (20 грудня 1765 отримав за них 144 зл. п.[3]). Проект Себастьяна Фесінґера.
- Проповідальниця[13] та роботи в головному вівтарі в костелі святого Станіслава (Буськ).[14]
- Статуї святих Анни і Якима в каплиці Матері Божої (Літерацькій), дві фігури лицарів-християн для латинської катедри Львова.[6]
- Проповідальниця і «колосальна» епітафія коронному гетьману Юзефові Потоцькому в костелі домініканців у Тернополі (1778, фундація вдови Людвіки з Мнішеків).[6]
- Різьбярський вистрій костелу бернардинців у м. Бережани, праця майстерні.[6]

#### Приписувані роботи
- Проповідальниця в костелі бернардинців у містечку Лешнів (майже ідентична до тієї, що в костелі домініканців у Тернополі, для якої взірцями були амвони в костелі місіонерів у м. Городенка та у парафіяльному костелі в м. Монастириська).[6]
- Вівтар святої Анни в тому ж костелі з двома білими лакованими фігурами бернардинців (схожі на його роботи в парафіяльному костелі в м. Дукля).[6]
- Чотири фігури (три в шатах єпископів та святого Бернардина з Сієни) головного вівтаря костелу бернардинців, Лешнів.[6]
- Скульптури Арона і Мельхиседека у вівтарі Преображення Господнього в костелу францисканців (Кальварія Пацлавська).[6]